# Морська битва біля Касабланки (1942)
Морська битва біля Касабланки (англ. Naval Battle of Casablanca; фр. Bataille navale de Casablanca) — серія морських боїв між американськими кораблями прикриття морського десанту, що за планом операції «Смолоскип» висаджувався у Французькому Марокко, та французькими кораблями уряду Віші за часів Другої світової війни.
У відповідності до Комп'єнських домовленостей Збройні сили уряду Віші обороняли Французьке Марокко від зазіхань союзників. З початком вторгнення американсько-британських сил французька армія місцями чинила опір, але це скоріше було виключення з правил, ніж загальна тенденція. Більшість французів капітулювала або відразу після початку морської десантної операції, або невдовзі після неї, практично не завдавши збитку союзникам. Водночас, у районі військово-морської бази в Касабланці відбулися локальні бої між флотами Франції та США. У день, коли війська Віші капітулювали, до місця битви дісталися німецькі підводні човни, які вступили в бій.

## Історія

### Передумови
Після розгрому Франції у травні-червні 1940 року, за умовами Комп'єнського договору, сформований уряд Віші зобов'язувався триматися нейтралітету на території метрополії та колоніальних володінь та не втручатися у перебіг подій світового конфлікту. Вішіське вище керівництво на практиці дотримувалося позицій протистояння будь-яким спробам умішатися у внутрішні справи маріонеткової держави. Особливо прохолодне ставлення до таких зазіхань проявилося після раптового нападу британського флоту на французькі кораблі в Мерс-ель-Кебір через відмову капітулювати або перейти на бік союзників. Більш того, ця трагедія відштовхнула багатьох французів від колишніх соратників по зброї й породила до них ненависть та недовіру. Американський уряд після Французької кампанії визнав легітимним владу Віші. Під час оцінки противника, союзники дійшли висновку, що висадка американських військ на узбережжя Французької Північної Африки сприйматиметься не настільки категорично проти, аніж британські сили.
23 жовтня 1942 року з Чесапікської затоки вийшов транспортний конвой UGF 1 з військами десанту на борту, який 26 числа вийшов у точку рандеву, де на нього очікував ескорт бойових кораблів американського флоту, що вийшов з бухти Каско в затоці Мен. 28 жовтня до бойового ескорту приєдналися авіаносці «Рейнджер», «Сенгамон», «Санті», «Суоні» та «Ченанго», що прибули з Бермудів. Безпосереднє прикриття десантних сил здійснювали 38 американських ескадрених міноносців.

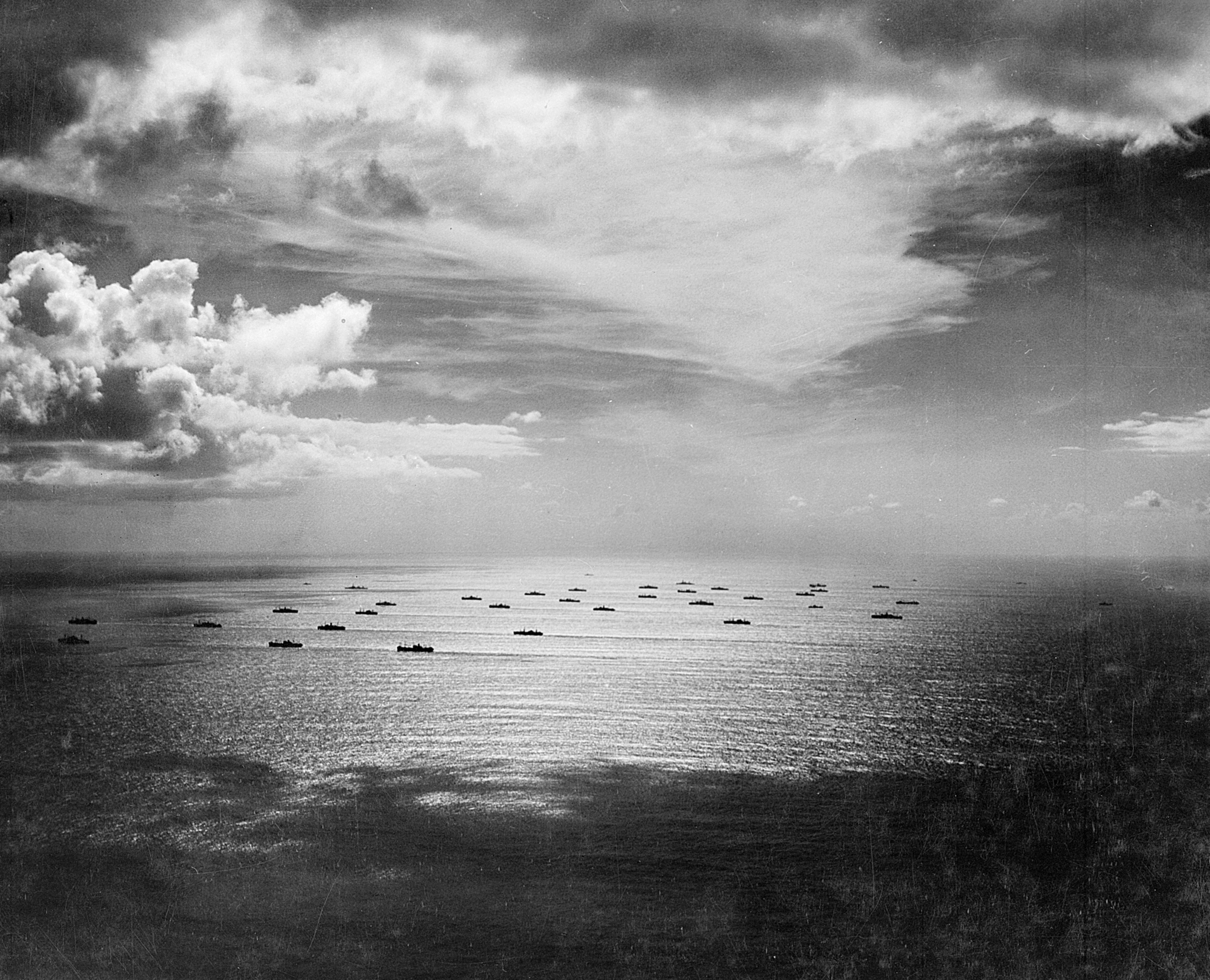
Транспортний конвой UGF 1 з військами десанту на борту, вирушає в бік Касабланки, листопад 1942

Загалом «Оперативна група 34» (англ. Task Force 34 (TF 34)) призначена для вторгнення морського десанту на території Марокко, нараховувала 102 кораблі та судна під командуванням контр-адмірала Г. Г'юїтта, штаб якого розташувався на важкому крейсері USS «Огаста».
Поки це угруповання морських сил перетинало Атлантичний океан американське командування на чолі з генералом Д. Ейзенхауером проводило спеціальну операцію «Флагшток», секретну операцію з ведення таємних переговорів з французькими офіцерами уряду Віші. Операція «Флагшток» мала дуже важливе значення для командування союзних військ, оскільки за результатами переговорів між французькими генералами та адміралами й представниками союзників залежало, як війська Віші чинитимуть опір висадці англо-американських військ у Французькій Африці (хоча французи не були проінформовані про те, що військові кораблі були вже на шляху до зон висадки і вторгнення відбудеться протягом найближчих декількох днів). Для ведення переговорів британський підводний човен «Сераф» потай доставив до селища Шершель на узбережжі Алжиру для зустрічі з проамерикансько-налаштованими французькими генералами та офіцерами американського генерал-майора М. Кларка. На таємній зустрічі присутні були переважно армійські офіцери, але командувач французького флоту в Марокко віцеадмірал Фелікс Мішелье, щойно призначений флотським воєначальником до Касабланки, не брав участі в цьому заході.

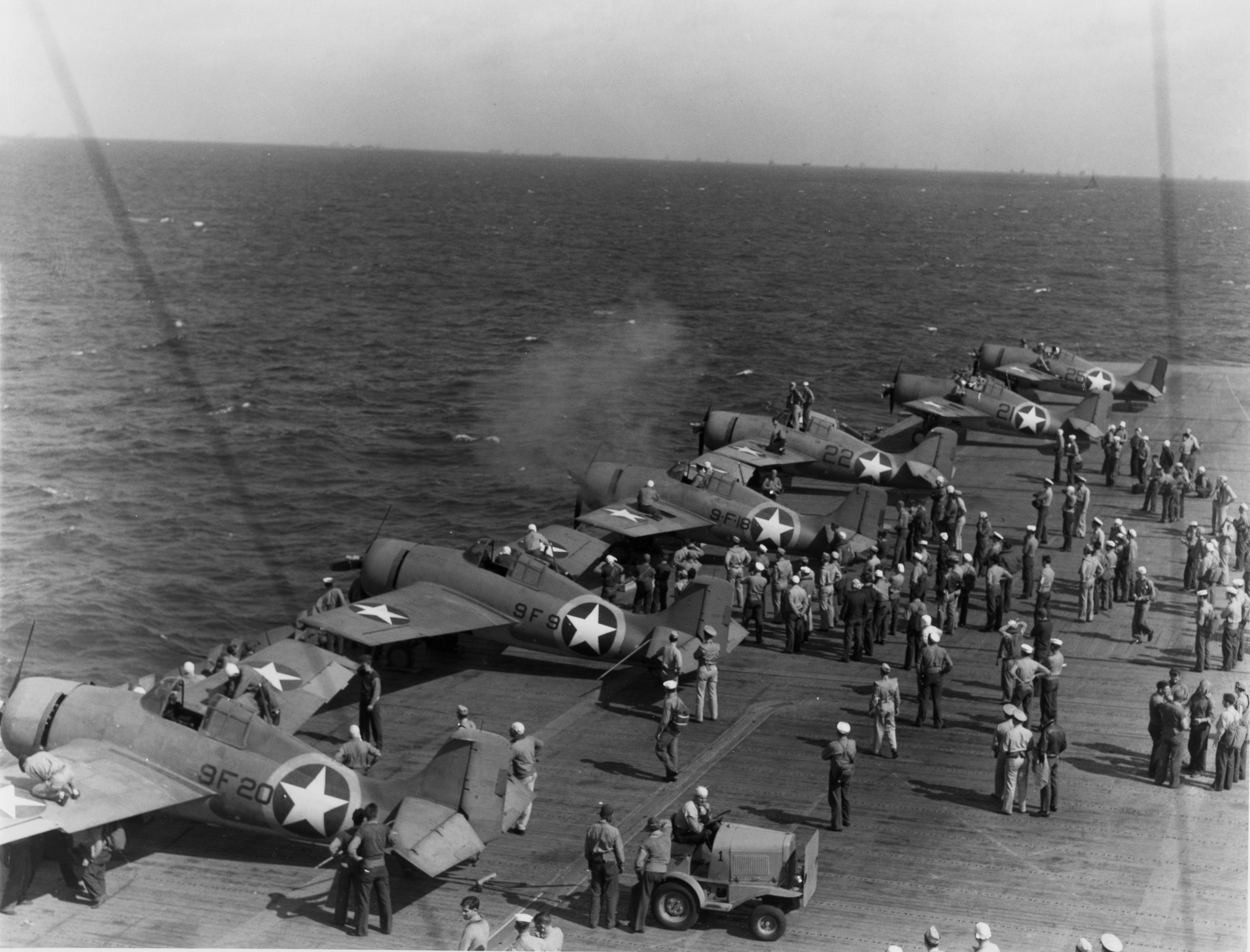
Палубні винищувачі F4F «Вайлдкет» на борту ескортного авіаносця «Рейнджер». Листопад 1942

У другій половині 1942 року військово-морська база в Касабланці грала виключно важливу роль для французького флоту уряду Віші. Ця база була єдиною великою базою на узбережжі Атлантики, після окупації німцями узбережжя метрополії, і другою за значимістю після Тулона. Берегова артилерія, що обороняла підступи до порту та ВМБ, складалася з чотирьох 194-мм гармат одної батареї та чотирьох 138-мм батареї на стаціонарних позиціях. Додатково у французів була найсучасніша зчетверена 380-мм артилерійська система 45 Modèle 1935 на лінійному кораблі «Жан Бар». Разом з цим, лінкор не був у боєздатному стані після того, як він поспіхом втік з бази в Сен-Назері літом 1940 року внаслідок німецького вторгнення.
Також, за станом на 8 листопада на рейді бази перебували: один легкий крейсер, два лідери есмінців, сім ескадрених міноносців (два з них пошкоджені внаслідок зіткнення), 8 шлюпів, 11 тральщиків та 11 підводних човнів.

### Початок
З отриманням від розвідки даних про проходження американських транспортних конвоїв Гібралтарської протоки, французькі війська були приведені у стан повної бойової готовності. Однак, наміри та вірогідний напрямок подальших дій великого угруповання морських сил визначений не був. 7 листопада TF 34 розділилася на три ударні десантні угруповання, які розпочали наближення до узбережжя Французької Північної Африки.
Під прикриттям темряви, Північна десантна група (6 десантних та 2 вантажні кораблі за підтримки лінкора «Техас», легкого крейсера «Саванна» та шести есмінців) наблизилася з морським десантом на борту від 60-го піхотного полку у загальній чисельності 9000 вояків з 65 легкими танками до вихідного рубежу для захоплення аеродрому Порт-Лотей. Південна десантна група (4 транспортних та 2 вантажні кораблі за підтримки лінкора «Нью-Йорк», легкого крейсера «Філадельфія» та шести есмінців) готувалася до висадки 6500 піхотинців 47-го піхотного полку з 90 середніми та легкими танками поблизу порту Сафі на південних підступах до Касабланки. Центральна група наблизилась до свого плацдарму біля Федали на відстані 24 км північно-східніше Касабланки і нараховувала основні сили вторгнення: 19 500 солдатів 3-ї піхотної дивізії з 79 легкими танками.

### Вторгнення
Опівночі 8 листопада 1942 року кораблі Центральної десантної групи встали на якір на відстані 8 миль від Федали. О 6:00 ранку десантно-висадочні засоби з десантом на борту після зосередження у визначеному районі, вирушили в напрямку берега. Французькі берегові батареї в зоні висадки «Блондин» виявили наближення десантних катерів по звуку та осліпили їх світлом прожекторів, однак американці вогнем кулеметів з борту катерів та суден прожектори погасили. Есмінець «Вілкс» із розвідувальним кораблем мали виставили маячки для позначення плацдарму «Червоний 2», але внаслідок маневрування сталося катастрофа одного з транспортних кораблів, який урізався в скелі та розбив 21 десантний катер. Ще 8 катерів висадки розбилися у хвилях.

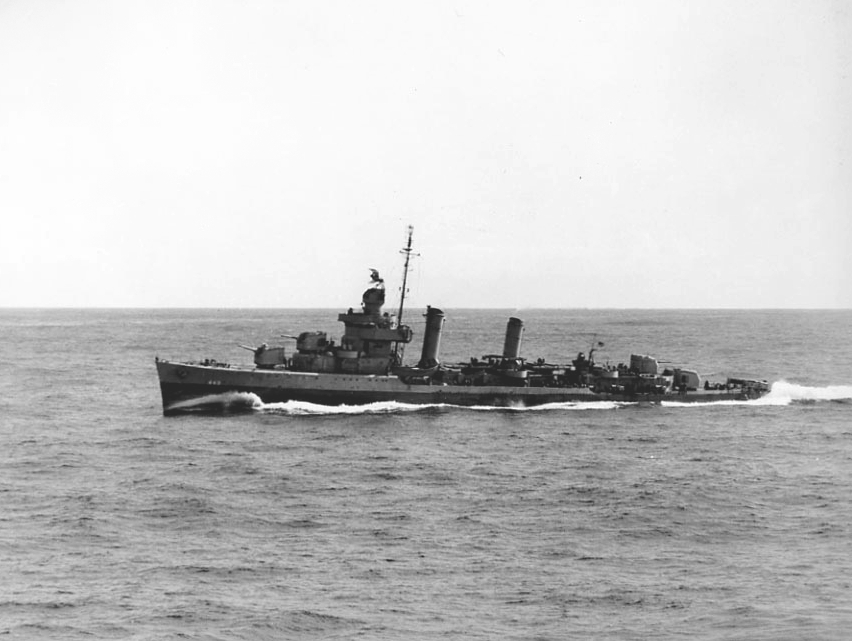
Американський есмінець «Свонсон» у русі під час ескортування конвою з десантом. Листопад 1942

До світанку на марокканському узбережжі було вже 3 500 американських солдатів, однак ранковий туман приховав від французів реальні масштаби сил вторгнення. Близько 7:00 ранку берегові батареї відкрили по них вогонь, однак о 7:20 адмірал Генрі Кент Г'юїтт віддав наказ вогнем 4-х есмінців придушити ці батареї та забезпечити успішну висадку десанту. Після того, як у ході артилерійської дуелі два ескадрених міноносці «Людлов» та «Мерфі» постраждали від вогню, до бою приєдналися великі калібри крейсерів «Огаста» і «Бруклін». Згодом корабельна артилерія американських кораблів змусили замовкнути французькі батареї.
Близько 7 годин французькі підводні човни «Амазон», «Антіоп», «Медуз», «Орфей» та «Сібіл» вийшли на патрулювання прибережних вод, а ще за 50 хвилин у повітря піднялися винищувачі для перехоплення бомбардувальників з авіаносців «Рейнджер» і «Суоні». У повітряній бійці з американськими літаками сім французьких перехоплювачів було збито, палубна авіація США втратила від 4 до 5 своїх літаків.
О 08:04 перші бомби почали падати в акваторії ВМБ Касабланки. Внаслідок бомбардування десять цивільних вантажних суден та французький ПЧ «Амфітріт» затонули в бухті бази. Ще два човни «Ореад» та «Сай» зазнали пошкоджень.
Незабаром до узбережжя на відстань відкриття артилерійського вогню наблизилися лінкор «Массачусетс», важкі крейсери «Вічита» і «Тускалуза», есмінці «Моран», «Райнд», «Вейнрайт» та «Джеркінс», які почали гатити по позиціях французів. У свою чергу флот Віші відкрив вогонь з берегових батарей та лінкора «Жан Бар». Але вже на сьомому пострілі французький лінкор був уражений американськими артилеристами 410-мм снарядом; влучний постріл заклинив башту й корабель замовчав.
Обстріл тривав з 08:40 до 09:25.
О 9 годину з бухти Касабланки під прикриттям димової завіси сім бойових кораблів французької 2-ї легкої ескадри вийшли на перехоплення морського десанту американців. Французькі есмінці «Малін», «Фуго» та «Булоне» вирвалися вперед, коли по них завдали удару винищувачі авіаносця «Рейнджер». Однак, французькі артилеристи потопили одне десантне судно та влучили в «Людлов». Після ураження артилерійським вогнем з есмінця «Вілкс» та крейсерів «Вічита» і «Тускалуза» французький «Малін» викинувся на берег, згодом «Фуго» та «Булоне» підпали під влучний обстріл «Тускалуза» і «Массачусетс», і в 10:12 затонув «Булоне», а в 10:40 — «Фуго». Три невеличкі французькі бойові кораблі намагалися допомогти постраждалим з затонулого есмінця «Фуго», однак, загороджувальним вогнем американські кораблі примусили їх відплить.

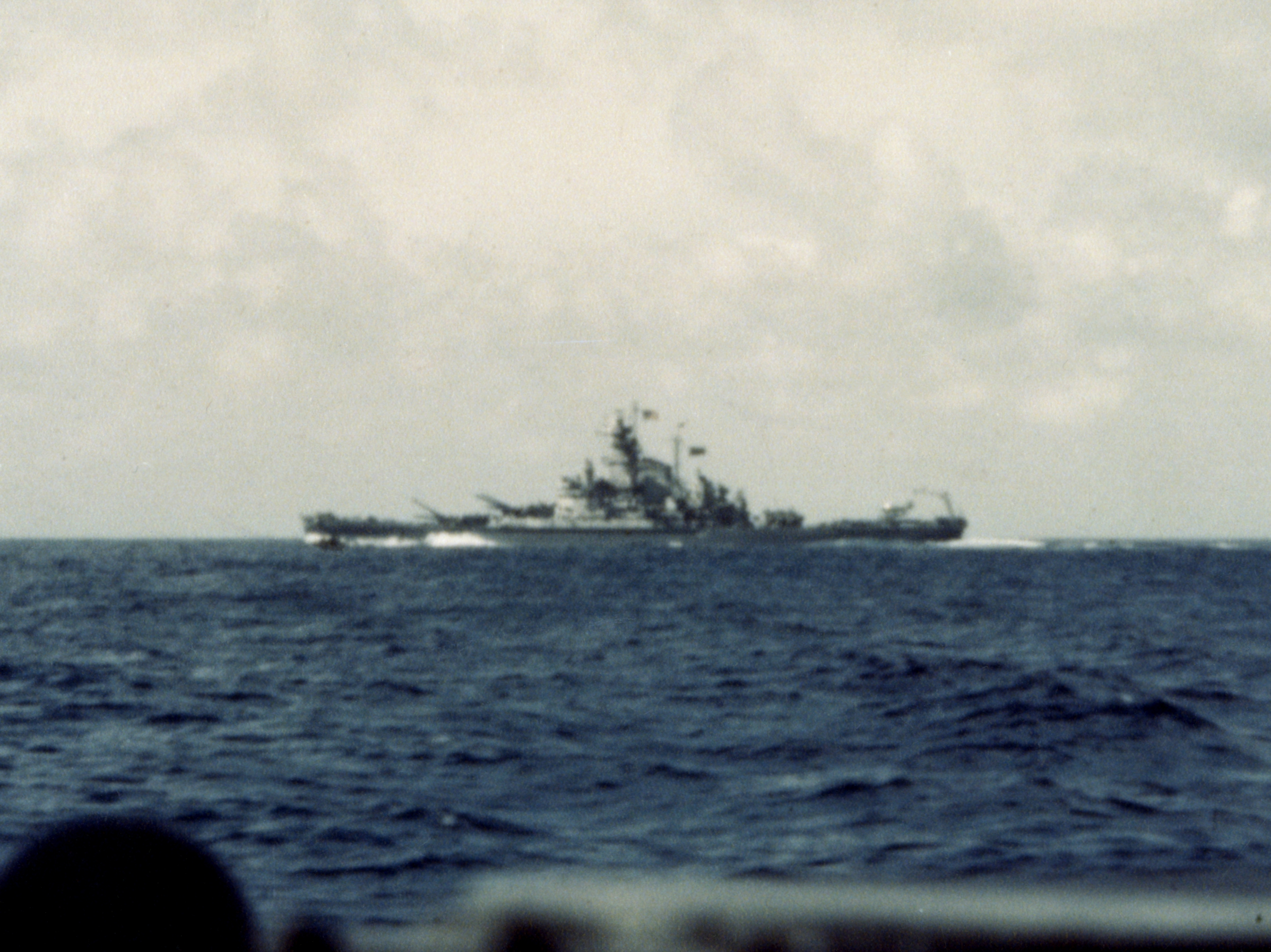
Крейсер «Массачусетс» веде артилерійський вогонь на рейді Касабланки. 8 листопада 1942

Французький легкий крейсер «Прімоте» слідував з лідером есмінців «Альбатрос» та есмінцями «Брества» і «Фрондір». Ув'язавшись у бій з американським лінкором «Массачусетс», «Прімоте» відступив під щільним та влучним вогнем противника, хоча й сміливо вів вогонь у відповідь.
Близько 11:00—11:20 сталася коротка сутичка французької флотилії з американськими крейсерами «Бруклін» та «Огаста», внаслідок ураження «Альбатрос» викинувся на берег, уникаючи затоплення. Французький підводний човен «Амазон» дав залп двома торпедами по американському крейсеру «Бруклін», але промахнувся. Рештки французів повернулися до бухти Касабланки. Крейсер «Прімоте» застряг на мілини та згорів, а два есмінці перекинулися. Серед моряків французького крейсера «Прімоте» загинуло внаслідок бою 45 матросів та офіцерів, ще 200 дісталися поранень. Єдиним есмінцем, що вцілів, став «Алсьйо».
Підводний човен «Сібіл» зник під час патрулювання між Касабланкою та Федалою, обставини залишаються й досі невідомими. Вцілілі човни «Сіді-Ферух», «Кокера», «Ле Тоннант» на виході з бухти Касабланки піддалися бомбардуванню американських літаків, унаслідок чого загинув командир «Тоннант» лейтенант Пом'є та поранений командир «Сіді-Ферух» капітан корвету Ларос.
Після обід ще п'ять французьких субмарин приховано переслідували союзні кораблі та судна, проте в бій не ув'язувалися. До того часу менше за 8 000 американських солдатів висадилося на берег Африки. З 347 десантно-висадочних засобів майже половина була знищена внаслідок опору французьких сил або через аварії та катастрофи на морі.
Наступного дня через великі хвилі ритм висадки десанту на узбережжя призупинився, хвилі сягали 1,8 м і тому катери та судна не могли наблизитися до берегової смужки. На 40 % тих, що висадилися від загальної чисельності десанту, тільки 1 % майна та запасів був вивантажений на берег. Хронічно бракувало боєприпасів, засобів зв'язку, не вистачало медикаментів для поранених. Подальший наступ на Касабланку призупинився. Американці залягли на пляжах та укріпилися.
10 листопада два французькі тральщики наблизились до військ 3-ї дивізії генерала Паттона та відкрили вогонь, однак вогнем у відповідь крейсеру «Огаста» та есмінців «Едісон» і «Тіллман» ворожі кораблі були змушені втекти до гавані порту. Переслідуючи їх американські кораблі наблизились до військово-морської бази, але вогонь з лінкора «Жан Бар» змусив їх відступити. У свою чергу, 9 пікіруючих бомбардувальників з «Рейнджера» завдали бомбового удару по французькому лінкорові та серйозно пошкодили його.
Три французькі підводних човни «Ле Тоннант», «Медуза» та «Антіоп» приховано підкравшись до авіаносця «Рейнджер», лінкора «Массачусеттс» і крейсера «Тускалоза» залпом випустили торпеди. На щастя для американських кораблів торпедна атака не вдалась. У ході контратаки «Медуз», зазнавши уражень та намагаючись врятуватися від затоплення, викинувся на мілину поблизу мису Капо Бланке.
11 листопада французький гарнізон Касабланки капітулював. На борту транспортних та десантних суден американського флоту залишилося понад 11 000 тонн (75 %) військових вантажів, які так і не були доставлені на узбережжя Африки. Під час їхнього перебування на плаву, вони піддалися атаці німецьких субмарин. Ввечері U-173 атакував десантний конвой та торпедною атакою пошкодив есмінець «Гамблтон», танкер «Вінускі» та потопив транспортник «Джозеф Гьюз» зі 100 американськими солдатами на борту. Ескадрений міноносець «Бристоль» помітив слід на воді від перископу та вогнем з бортових артилерійських систем, а також глибинними бомбами атакував невідому субмарину.
Ввечері 12 листопада, кораблі ескорту та судна, які стояли на якорі поблизу африканського берега, були атаковані ще одним підводним човном Крігсмаріне — U-130 під командуванням Ернста Кальса. Німецький корветтен-капітан потопив транспортні судна «Таскер Блісс», «Г'ю Скотт» й «Едвард Рутледж», відправивши на дно океану ще 74 матросів та солдатів США. Зухвала атака німецької субмарини змусила десантне угруповання маневрувати всю ніч, уникаючи раптових атак з-під води.
13 листопада, вже після підписання угоди про припинення вогню, «Сіді-Ферух» був атакований американським бомбардувальником «Евенджер» з ескортного авіаносця «Суоні» та зник безвісти разом з усім екіпажем. Того ж дня, підводний човен «Кокера» був потоплений американськими літаками-амфібіями PBY «Каталіна» неподалік від Дахли.
Після завершення активної фази протистояння, вантаж та люди з усіх кораблів були вивантажені в порту Касабланки, і 17 листопада вийшли з Французького Марокко у зворотному напрямку до США.
Французькі підводні човни спіткала різна доля. «Амазон» з «Антіоп» дісталися Дакару, «Орфей» повернувся до ВМБ Касабланки після її капітуляції та здався на милість переможців. «Ле Тоннант» затонув поблизу Кадіса, а 16 листопада німецький U-173 був потоплений глибинними бомбами з американських есмінців «Вулсі», «Свонсон» та «Квік» неподалік від Касабланки.

### Склад флотів, що брали участь у битві
| Перелік кораблів, що брали участь у битві | Перелік кораблів, що брали участь у битві | Перелік кораблів, що брали участь у битві | Перелік кораблів, що брали участь у битві | Перелік кораблів, що брали участь у битві | Перелік кораблів, що брали участь у битві | Перелік кораблів, що брали участь у битві                                                                                            | Перелік кораблів, що брали участь у битві | Перелік кораблів, що брали участь у битві |
| №                                         | Тип корабля                               | Назва корабля                             | Клас                                      | Водотоннажність, т                        | Швидкість, вуз                            | Озброєння | Торпедне озброєння                        | Примітки |
| 2-га легка ескадра                        | 2-га легка ескадра                        | 2-га легка ескадра                        | 2-га легка ескадра                        | 2-га легка ескадра                        | 2-га легка ескадра                        | 2-га легка ескадра | 2-га легка ескадра                        | 2-га легка ескадра |
| ----------------------------------------- | ----------------------------------------- | ----------------------------------------- | ----------------------------------------- | ----------------------------------------- | ----------------------------------------- | --- | ----------------------------------------- | --- |
| 1                                         | Легкий крейсер                            | «Прімоте»                                 | «Дюге-Труен»                              | 7 249                                     | 33                                        | 8 × 155-мм гармат Modèle 1920 | 12                                        | викинувся на берег та згорів |
| 2                                         | Ескадрений міноносець                     | «Альбатрос»                               | «Егль»                                    | 2 441                                     | 36                                        | 5 × 138-мм гармат Modèle 1927 | 6                                         | викинувся на берег для запобігання затоплення |
| 3                                         | Ескадрений міноносець                     | «Мілан»                                   | «Егль»                                    | 2 441                                     | 36                                        | 5 × 138-мм гармат Modèle 1927 | 6                                         | викинувся на берег для запобігання затоплення |
| 4                                         | Ескадрений міноносець                     | «Булоне»                                  | «Л'Адруа»                                 | 1 378                                     | 33                                        | 4 × 130-мм гармат | 6                                         | потоплений крейсером «Огаста» |
| 5                                         | Ескадрений міноносець                     | «Брества»                                 | «Л'Адруа»                                 | 1 378                                     | 33                                        | 4 × 130-мм гармат | 6                                         | |
| 6                                         | Ескадрений міноносець                     | «Фуго»                                    | «Л'Адруа»                                 | 1 378                                     | 33                                        | 4 × 130-мм гармат | 6                                         | потоплений лінкором «Массачусетс» |
| 7                                         | Ескадрений міноносець                     | «Фрондір»                                 | «Л'Адруа»                                 | 1 378                                     | 33                                        | 4 × 130-мм гармат | 6                                         | |
| 8                                         | Ескадрений міноносець                     | «Алсьйо»                                  | «Л'Адруа»                                 | 1 378                                     | 33                                        | 4 × 130-мм гармат | 6                                         | не брав участі |
| 9                                         | Ескадрений міноносець                     | «Сімун»                                   | «Бурраск»                                 | 1 319                                     | 33                                        | 4 × 130-мм гармат | 6                                         | перебував під ремонтом — участі не брав |
| 10                                        | Ескадрений міноносець                     | «Темпет»                                  | «Бурраск»                                 | 1 319                                     | 33                                        | 4 × 130-мм гармат | 6                                         | перебував під ремонтом — участі не брав |
| Ескортні сили                             |                                           |                                           |                                           |                                           |                                           | |                                           | |
| 1                                         | Авіаносець                                | «Рейнджер»                                | «Рейнджер»                                | 14 575                                    | 29                                        | 8 × 127-мм гармат 54 винищувачі Grumman F4F Wildcat, 18 пікірувальників SBD Dauntless 1 торпедоносець TBF Avenger (всього 73 літаки) | —                                         | забезпечував авіаційне прикриття висадки десанту з відстані 210 км від берега; бомбардувальники потопили лінкор «Жан Бар» (вдруге)                                                          |
| 2                                         | Ескортний авіаносець                      | «Суоні»                                   | «Сенгамон»                                | 10 494                                    | 18                                        | 2 × 127-мм гармати 30 літаків | —                                         | забезпечував авіаційне прикриття висадки десанту з відстані 200 км від берега |
| 3                                         | Лінійний корабель                         | «Массачусетс»                             | «Саут Дакота»                             | 35 000                                    | 28                                        | 9 × 406-мм гармат 16"/45 20 × 127-мм гармат 5"/38                                                                                    | —                                         | в артилерійській дуелі уразив та потопив французький лінкор «Жан Бар», плавучий сухий док та 7 транспортних суден у бухті Касабланки; в бою з 2-ю ескадрою потопив щонайменше один есмінець |
| 4                                         | Важкий крейсер                            | «Вічита»                                  | «Вічита»                                  | 10 589                                    | 33                                        | 9 × 200-мм гармат 8"/55 8 × 127-мм гармат 5"/38                                                                                      | —                                         | |
| 5                                         | Важкий крейсер                            | «Тускалуза»                               | «Новий Орлеан»                            | 9 975                                     | 32,7                                      | 9 × 200-мм гармат 8"/55 8 × 127-мм гармат 5"/25                                                                                      | —                                         | |
| 6                                         | Важкий крейсер                            | «Огаста»                                  | «Нортгемптон»                             | 9 050                                     | 32,7                                      | 9 × 200-мм гармат 8"/55 8 × 127-мм гармат 5"/25                                                                                      | —                                         | на час операції — флагман Оперативної групи 34 |
| 7                                         | Важкий крейсер                            | «Бруклін»                                 | «Бруклін»                                 | 9 700                                     | 33                                        | 15 × 152-мм гармат 6"/47 8 × 127-мм гармат 5"/25                                                                                     | —                                         | |
| 8                                         | Ескадрений міноносець                     | «Моран»                                   | «Бенхем»                                  | 1 500                                     | 36                                        | 4 × 127-мм гармат 5"/38 | 16                                        | |
| 9                                         | Ескадрений міноносець                     | «Райнд»                                   | «Бенхем»                                  | 1 500                                     | 36                                        | 4 × 127-мм гармат 5"/38 | 16                                        | |
| 10                                        | Ескадрений міноносець                     | «Рован»                                   | «Бенхем»                                  | 1 500                                     | 36                                        | 4 × 127-мм гармат 5"/38 | 16                                        | |
| 11                                        | Ескадрений міноносець                     | «Вулсі»                                   | «Глівз»                                   | 1 620                                     | 37                                        | 4 × 127-мм гармат 5"/38 | 10                                        | |
| 12                                        | Ескадрений міноносець                     | «Людлов»                                  | «Глівз»                                   | 1 620                                     | 37                                        | 4 × 127-мм гармат 5"/38 | 10                                        | |
| 13                                        | Ескадрений міноносець                     | «Едісон»                                  | «Глівз»                                   | 1 620                                     | 37                                        | 4 × 127-мм гармат 5"/38 | 10                                        | |
| 14                                        | Ескадрений міноносець                     | «Вілкс»                                   | «Глівз»                                   | 1 620                                     | 37                                        | 4 × 127-мм гармат 5"/38 | 10                                        | |
| 15                                        | Ескадрений міноносець                     | «Свонсон»                                 | «Глівз»                                   | 1 620                                     | 37                                        | 4 × 127-мм гармат 5"/38 | 10                                        | |
| 16                                        | Ескадрений міноносець                     | «Бристоль»                                | «Глівз»                                   | 1 620                                     | 37                                        | 4 × 127-мм гармат 5"/38 | 10                                        | |
| 17                                        | Ескадрений міноносець                     | «Тіллман»                                 | «Глівз»                                   | 1 620                                     | 37                                        | 4 × 127-мм гармат 5"/38 | 10                                        | |
| 18                                        | Ескадрений міноносець                     | «Вейнрайт»                                | «Сімс»                                    | 1 570                                     | 38                                        | 5 × 127-мм гармат 5"/38 | 12                                        | |
| 19                                        | Ескадрений міноносець                     | «Дженкінс»                                | «Флетчер»                                 | 2 050                                     | 37                                        | 5 × 127-мм гармат 5"/38 | 10                                        | |
| 20                                        | Ескадрений міноносець                     | «Бойл»                                    | «Бенсон»                                  | 1 620                                     | 37                                        | 4 × 127-мм гармат 5"/38 | 5                                         | |
| 21                                        | Ескадрений міноносець                     | «Мерфі»                                   | «Бенсон»                                  | 1 620                                     | 37                                        | 4 × 127-мм гармат 5"/38 | 5                                         | |